# Décathlon aux Jeux olympiques de 1920
Pour un article plus général, voir Athlétisme aux Jeux olympiques de 1920.
Navigation
Stockholm 1912 Paris 1924
L'épreuve du décathlon aux Jeux olympiques de 1920 s'est déroulée les 20 et 21 août 1920 au Stade olympique d'Anvers, en Belgique. Elle est remportée par le Norvégien Helge Løvland.